# Hajin (nahija)
Nahija Hajin je nahija u okrugu Abu Kamal, u sirijskoj pokrajini Deir ez-Zor. Po popisu iz 2004. (prije rata), nahija je imala 97.970 stanovnika. Administrativno sjedište je u naselju Hajin.